# 脂氧合酶
脂氧合酶（lipoxygenase，LOX），编号：EC 1.13.11.12，又称脂肪氧合酶、脂加氧酶，是一组含铁的酶家族，可催化多不饱和脂肪酸氧化成氢过氧化酯酸，存在于白细胞、肥大细胞、肺细胞和血小板中。
脂氧合酶催化脂类中含有顺,顺-1,4-戊二烯结构的多不饱和脂肪酸的双加氧化。
脂氧合酶主要催化以下过程：
脂肪酸 + O2 = 脂肪酸过氧化物
脂氧合酶存在于植物、动物与真菌之中。脂氧合酶的产物涉及到多种细胞功能。